# نادي خدمات رفح
نادي خدمات رفح الرياضي يقع على مدخل المدينة بميدان العودة حيث تأسس النادي بمساعدة من وكالة الغوث الدولية عام 1951م ليكون متنفساً لشباب محافظة رفح لممارسة هواياتهم الرياضية.
ويهدف أيضا إلى إنشاء مؤسسة شبابية تعمل على تجميع الشباب من أبناء المخيم وتقديم العديد من الخدمات في كافة المجالات الرياضية والاجتماعية والثقافية والتوعوية، فيما دأبت مجالس الإدارات المتعاقبة على تطوير الأداء واستحداث المنشآت الرياضية وتجلى ذلك في إقامة دائرة تعني بشئون المرآة والطفل بالمجتمع المحلي أيمانا بأهمية دور المرآة بالمجتمع ناهيك عن الإنجازات العملاقة في شتى المجالات وحصر البطولات والمنافسات والمشاركة في كافة المناسبات الدينية والوطنية والاجتماعية.

## عن النادي
إضافة لاحتضان النادي للكثير من المؤتمرات والندوات والفعاليات المختلفة، وبذلك ساهمت ولا زالت هذه المؤسسة التربوية الشامخة في خدمة أبناء رفح ولتبقى رافعة مؤثرة في بناء مستقبل واعد لأبناء المحافظة. وحيث أن كل عمل إداري ناجح يجب أن تكون هناك هيئة إدارية ناجحة وعلى قدر من المسئولية فقد تحقق نجاح نادي خدمات رفح في شتى المجالات لم يكن ذلك محض الصدفة ولكن كان وراء هذا النجاح أعضاء لمجالس الإدارة تعاقبوا على النادي حتى يومنا هذا وأسهموا في إبراز النادي على الساحة المحلية والمحافل الخارجية ومن هنا لابد أن نتذكر أعضاء مجالس الإدارات المنتخبين والمتعاقبين دورة تلو الأخرى على نادي خدمات رفح وقد كانت أول انتخابات عام 1979م – 1981م. فترة الاغلاق من 1982-1992 ظروف اغلاق نادي خدمات رفح: مع بداية تشكيل الأحزاب السياسية في الشارع الفلسطيني سنة 1981م وزيادة نشاط هذه الأحزاب في مواجهة الاحتلال الإسرائيلي ومع بداية تشكيل الاتحادات الطلابية ما بين الضفة الغربية وقطاع غزة وتزامن ذلك مع اجتياح لبنان سنة 1982 في ظل هذه الظروف بدأت فكرة الشبيبة الفتحاوية في التكوين من داخل نادي خدمات رفح وذلك بالتعاون مع الأخ أبو علي شاهين عند خروجه من المعتقل. وقد بدأت الشبيبة ببعض الأعمال التطوعية الخيرية لمساعدة الأهالي وذلك عن طريق نادي خدمات رفح عندما قامت قوات الاحتلال بهدم البيوت والمنازل الموجودة على الشريط الحدودي الفاصل ما بين جمهورية مصر العربية وفلسطين وقامت قوات الاحتلال بتوطين الناس في المخيمات مثل منطقة تل السلطان وحي البرازيل مع وجود تعويضات لهم، وهنا برز دور نادي خدمات رفح في مساعدة الأهالي في بناء هذه المنازل وذلك بسبب صعوبة الظروف بسبب الأمطار، وسرعان ما انتشرت حركة الشبيبة الفتحاوية في قطاع غزة والضفة الغربية وخاصة داخل الخط الأخضر وقد تشكلت هذه الحركة على ايدي العديد من القادة الشباب في ذلك الوقت.

## ديربي رفح
ديربي رفح يعتبر أقوى ديربي في قطاع غزة هو ديربي رفح وهو الديربي الذي يجمع بين نادي خدمات رفح وشباب رفح.

## أبرز إنجازات الفريق لكرة القدم
| البطولة                  | عدد الحصول عليها | عدد مرات الوصافة | سنوات الفوز باللقب                                                  | سنوات الوصافة               |
| ------------------------ | ---------------- | ---------------- | ------------------------------------------------------------------- | --------------------------- |
| بطولات الفريق الأول      |                  |                  |                                                                     |                             |
| الدوري الفلسطيني الممتاز | 7                | 1                | 1996–97 ، 1997–98 ، 2005–06 ، 2015–16 ، 2018–19 ، 2019–20 ، 2022–23 | 2017–18                     |
| كأس فلسطين               | 2                | 3                | 2013–14 ، 2018–19                                                   | 2002–03 ، 2014–15 ، 2016–17 |
| كأس السوبر الفلسطيني     | 1                | 4                | 2016                                                                | 2000 ، 2014 ، 2019 ، 2020   |
| بطولات الشباب            |                  |                  |                                                                     |                             |
| بطولة طوكيو للشباب       | 2                | 0                | 2016 ، 2017                                                         | –                           |
| الرقم القياسي للبطولة    |                  |                  |                                                                     |                             |

- الفوز ببطولة كرة القدم لمراكز الخدمات بالقطاع أعوام 1993، 1994، 1995.
- المركز الثاني بدورة اليوبيل لدولة النرويج للناشئين عام 1995.
- بطولة كأس سداسيات كرة القدم لقطاع غزة عام 1995.
- المركز الثاني ببطولة كأس القطاع عام 1995.
- المركز الثاني بدوري القطاع عام 1995.
- الفوز ببطولة الدوري العام عام 1996 وبدرع الدوري.
- المركز الثالث في البطولة العربية للأندية أبطال الدوري بالقاهرة والفوز بكأس اللعب النظيف.
- إحراز بطولة محافظة رفح عام 1997.
- الفوز بكأس محافظات غزة عام 1997.
- الفوز بكأس سباعيات كرة الدم عام 1997 بمدينة نابلس لمناسبة اليوبيل الع لاستشهاد المناضل غسان كنفاني.
- الحصول على بطلة كاس دوري فلسطين عام 1999 وعام 2000 الفوز ببطولة التضامن والتحرير بالخليل
- الحصول على المركز الثاني ببطولة الكاس عام 2001 – 2002 – 2003 م والخسارة دوماً بضربات الترجيح
- الفوز ببطولة خماسيات كرة القدم للقطاع 2005 م.
- الفوز بلقب الدوري عام 2005 بعد التغلب على اتحاد الشجاعية 2/0 في النهائي (البطولة استمرت لمدة عامين).
- فاز بلقب الدوري عام 2016 بعد أن تصدر الدوري لاخر جولة.
- فاز ببطولة الشهيدة بيان أبو خماش بعد فوزه على جاره شباب رفح عام 2018.
- فاز بلقب الدوري عام 2019 وحسمه قبل انتهاء الدوري بثلاث جولات.
- توج بلقب كأس «محمد المزين» بعد فوزه على الشجاعية.
- فاز بلقب الدوري عام 2020 وحسمه قبل انتهاء الدوري ب4 جولات.